# Осока корневищная
Осо́ка корневи́щная (лат. Cārex rhizīna) — многолетнее травянистое растение, вид рода Осока (Carex) семейства Осоковые (Cyperaceae).

## Ареал и среда обитания
Европейско-западносибирский вид. Характерна для юга Фенноскандии, Восточной и Центральной Европы. В России произрастает в европейской части (кроме северных и южных районов), Краснодарском крае, Волгоградской области, Западной Сибири.
Как правило, растёт в сухих лиственных и смешанных лесах, на опушках и полянах, большей частью по склонам, на карбонатной почве.

## Ботаническое описание
Многолетнее растение высотой от 20 до 40 см, рыхлодернистое, с ползучим ветвящимся корневищем, густо покрытым чёрными, явственно сетчато-расщеплёнными влагалищами.
Листья плоские, мягкие, шириной до 3 мм, длинные, равны или длиннее стеблей. Колоски в числе двух—четырёх, расставленные, верхний — с тычиночными цветками, сидячий, остальные — с пестичными, 1,5—3 см длиной, на длинных ножках. Прицветный лист чешуевидный, с трубчато-бокальчатым влагалищем, остистый или с короткой листовой пластинкой, зелёный, по краю буроперепончатый.
Кроющие чешуи пестичных цветков яйцевидные, острые, бурые, с зелёной полоской посредине, белоперепончатые. Мешочки обратнояйцевидные до 4 мм длиной, с удлинённой ножкой до 1 мм длиной, с двузубчатым носиком, густо коротковолосистые. Рылец три.
Цветение — май—июнь. Плодоношение — июнь.

## Охрана
Включена в Красные книги Белоруссии и Латвии, а также в Красные книги следующих субъектов Российской Федерации: Вологодская область, Республика Карелия. Включена в Красные книги ряда областей Украины.

## Синонимы
- Carex digitata var. rhizina (Blytt ex Lindblom) Fiori
- Carex pediformis var. rhizina (Blytt ex Lindblom) Kük.
- Carex pediformis subsp. rhizina (Blytt ex Lindblom) Printz
- Carex pediformis subsp. rhizodes Lindblom
- Carex rhizodes Blytt ex Meinsh.